# خارق‌العاده (مجموعه تلویزیونی)
خارق‌العاده (انگلیسی: Fantastic؛‏ کره‌ای: 판타스틱) یک مجموعه تلویزیونی محصول کره جنوبی سال ۲۰۱۶ با بازی کیم هیون جو، جو سانگ ووک، پارک شی یون و جی سو است. این مجموعه داستان یک نویسنده موفق درام را روایت می‌کند که پس از اینکه به یک بیماری لاعلاج مبتلا شده‌است، زندگی‌اش از این رو به آن رو می‌شود.
این مجموعه از ۲ سپتامبر تا ۲۲ اکتبر ۲۰۱۶، روزهای جمعه و شنبه ساعت ۲۰:۳۰ (کی‌اس‌تی) از جی‌تی‌بی‌سی پخش شد.

## بازیگران

### اصلی
- کیم هیون جو در نقش لی سو هه[۵]
- جو سانگ ووک در نقش ریو هه سونگ[۵]
- پارک شی یون در نقش بک سول[۵]
- جی سو در نقش کیم سانگ ووک[۵]
- کیم ته هون در نقش دکتر هونگ جون گی[۵]
- کیم جونگ نان در نقش چوی جین سوک[۵]